# 705 Erminia
705 Erminia је астероид главног астероидног појаса. Приближан пречник астероида је 134,22 ,
а средња удаљеност астероида од Сунца износи 2,927 астрономских јединица (АЈ).
Инклинација (нагиб) орбите у односу на раван еклиптике је 25,032 степени, а орбитални период износи 1829,364 дана (5,008 година). Ексцентрицитет орбите астероида износи 0,049.
Апсолутна магнитуда астероида износи 8,39 а геометријски албедо 0,043.
Астероид је откривен 6. октобра 1910. године.